# Tašovice (hradiště)
Tašovické hradiště (též Starý Loket) je místo pravěkého osídlení a raně středověké hradiště na skále nad řekou Ohří u Tašovic v okrese Karlovy Vary. Od roku 1964 je chráněno jako kulturní památka.

## Historie

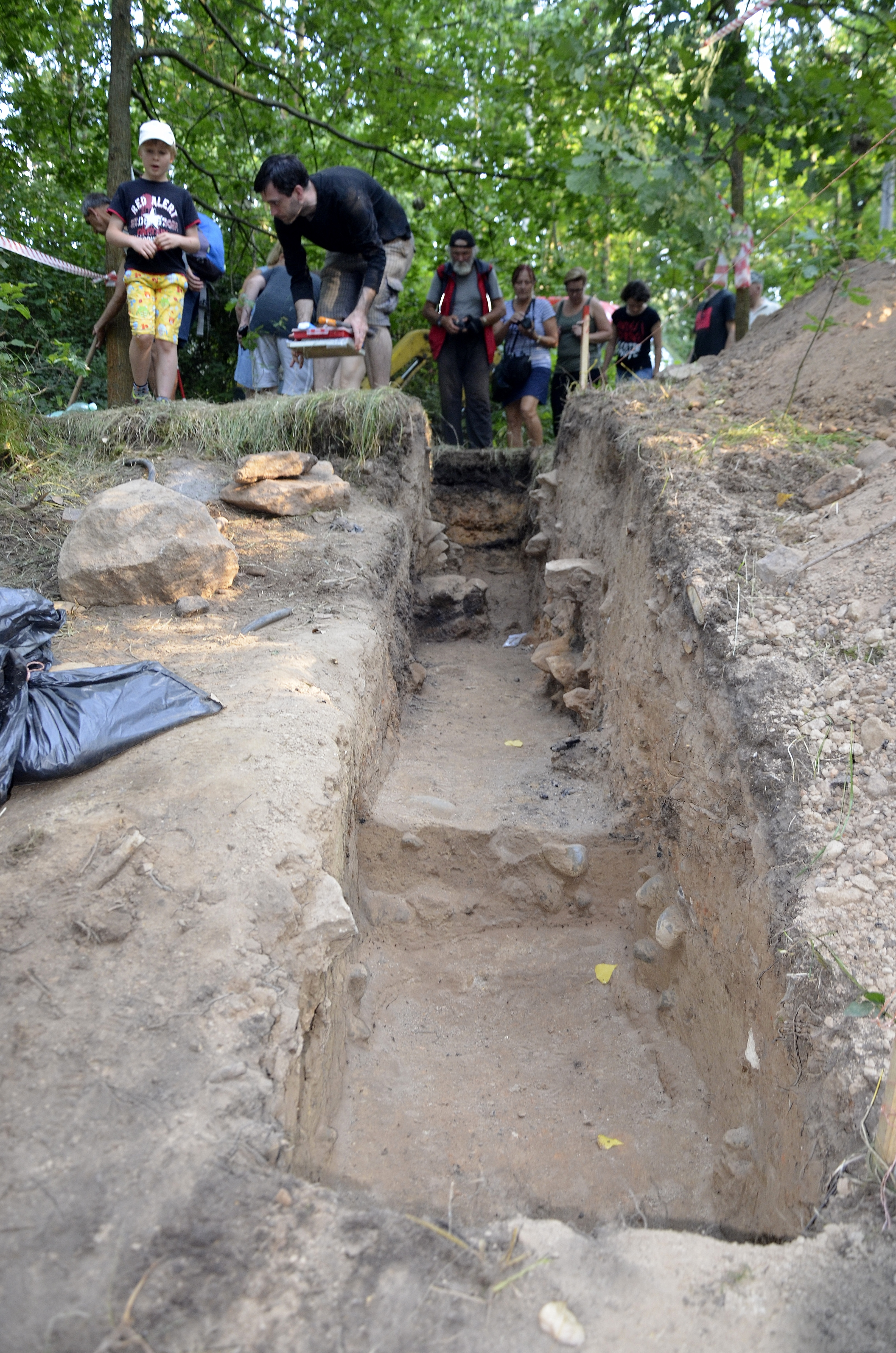
Archeologická sonda na hradišti Tašovice v Karlových Varech

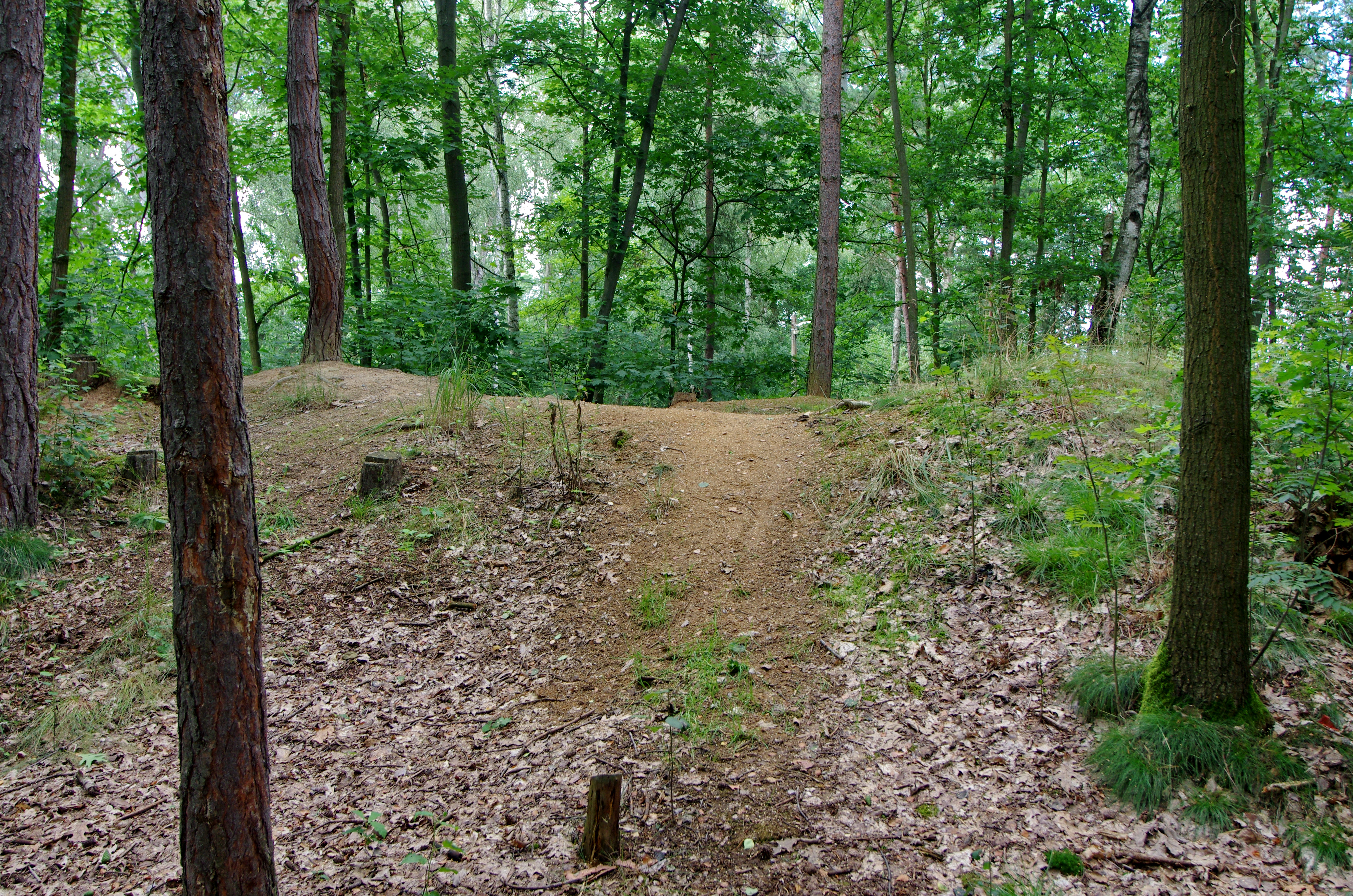
Valy hradiště

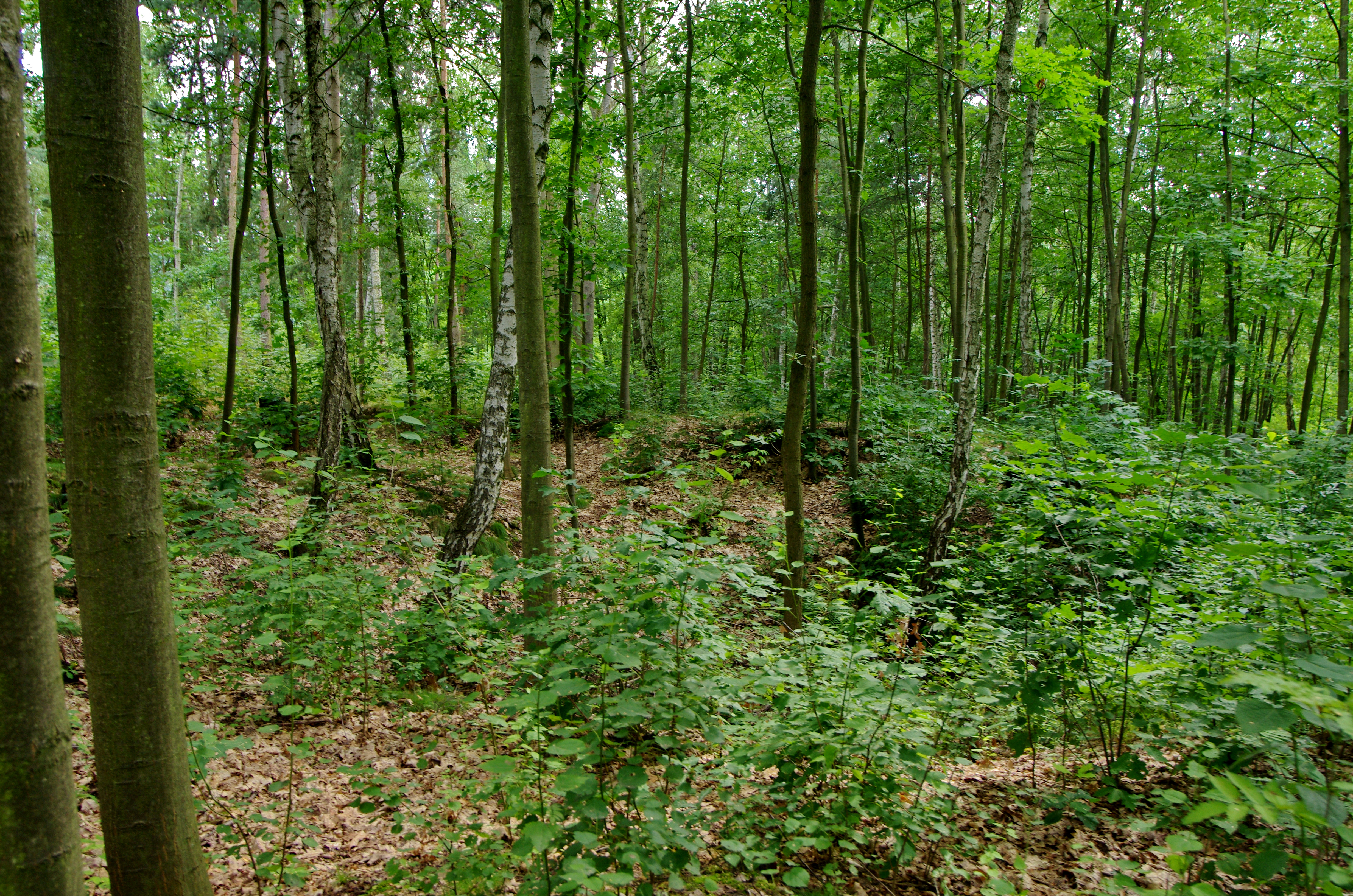
Terénní nerovnosti v prostoru hradiště

Lokalita se nachází u významné nadregionální obchodní cesty, která spojovala české vnitrozemí s oblastmi na jihozápad od naší hranice, a ve srovnání se soudními pohořími v relativně úrodné oblasti.
První systematické odkryvy zde byly prováděny v roce 1911 Josefem Knettlem, jenž zde nalezl zuhelnatělé kůly. Následné archeologické průzkumy zde proběhly ještě v první polovině dvacátého století (A. Bergman, H. Schroller) a poté v letech 1948–1950 (A. Knor, F. Prošek). Odhalily dvě fáze osídlení, z nichž první spadá do období mezolitu (10 000 – 8000 př. n. l.). Z této doby výzkum odkryl zahloubené obydlí se sadou nástrojů, k jejichž výrobě byly použity materiály původem z celých Čech a sousedních regionů. Jejich nález dokládá dálkové kontakty, výměnu zboží a strukturu společnosti střední doby kamenné.
Podruhé bylo místo osídleno v devátém století, kdy zde vzniklo dvojitou hradbou opevněné slovanské hradiště s rozlohou asi 2,4 ha, jehož úkolem pravděpodobně byla ostraha přístupu do karlovarské pánve. V desátém až dvanáctém století bylo zdejší sídliště nahrazeno mladším sedleckým hradištěm, které však zcela zaniklo při těžbě kamene.

## Stavební podoba
Hradiště bylo opevněné zejména na severní a západní straně, kde jeho plocha navazuje na rovinatý terén, zatímco ostatní svahy strmě klesají k Ohři. Tvořila ho vnitřní akropole s rozměry asi 80 × 80 metrů chráněná příkopem a hradbou a předhradí opevněné další hradbou. Při stavbě hradby byla použita komorová konstrukce s čelní i vnitřní kamennou zdí podpíranou dřevěnými stěnami a prostorem uvnitř vyplněným sypkým materiálem. Hradby, jejichž původní výška se odhaduje až na čtyři metry, se částečně dochovaly v podobě valů vysokých až dva metry, ale zejména na východní straně byly zcela zničeny lomem ale i archeologickými výzkumy.

## Přístupnost
Lokalita je volně přístupná, nejlépe dosažitelná ze západního okraje Tašovic. Okolo hradiště prochází naučná stezka Doubí–Svatošské skály.